# スプレンダー/恋する3ピース
『スプレンダー/恋する3ピース』（英: Splendor）は、1999年に製作されたイギリス・アメリカ合衆国の映画。グレッグ・アラキ監督。
WOWOW放映時のタイトルは『スプレンダー/恋する男と男と女』である。

## キャスト
- ヴェロニカ：キャスリーン・ロバートソン
- アベル：ジョナサン・シェック
- ゼッド：マット・キースラー
- マイク：ケリー・マクドナルド
- アーネスト：エリック・メビウス
- ムート：ダン・ガットー
- ウェイター：ネイサン・ベクストン